# رکس بیچ
رکس بیچ (انگلیسی: Rex Beach؛ ۱ سپتامبر ۱۸۷۷ – ۷ دسامبر ۱۹۴۹) نویسنده، فیلم‌نامه‌نویس، رمان‌نویس، نمایشنامه‌نویس، وکیل، و بازیکن واترپلو اهل ایالات متحده آمریکا بود.